# 莫雷 (愛達荷州)
莫雷（英語：Murray）是位於美國愛達荷州肖肖尼縣的一個非建制地區。

## 地理
莫雷的座標為47°37′38″N 116°51′31″W / 47.62722°N 116.85861°W，而該地的平均海拔高度為841米（即2772英尺）。